# Max Benkwitz
Max Benkwitz (* 23. Juli 1889 in Groitschen; † 12. Oktober 1974 in Zeitz) war ein deutscher Politiker (SPD/USPD/KPD/SED).

## Leben
Max Benkwitz besuchte von 1895 bis 1903 die Volksschule. Danach erlernte er das Formerhandwerk. 1909 trat er der Gewerkschaft und 1912 der Sozialdemokratischen Partei Deutschlands (SPD) bei. Während des Ersten Weltkriegs wechselte er in die Unabhängige Sozialdemokratische Partei Deutschlands (USPD), eine sich aus dem linken Flügel der SPD rekrutierende Abspaltung der SPD. Nach dem Krieg arbeitete Benkwitz bis zum Herbst 1923, als er arbeitslos wurde, als Bergmann.
1920 beteiligte Benkwitz sich nach eigener Aussage an der Bekämpfung der Kapp-Putschisten. Im selben Jahr schloss er sich der Kommunistischen Partei Deutschlands (KPD) an. Von 1920 bis 1927 war er als Funktionär in Zeitz tätig. In den folgenden Jahren amtierte er als 1. Sekretär der KPD-Bezirksleitung Halle-Merseburg, später als Leiter des KPD-Unterbezirks Zeitz. Dann hatte er auch Posten als 1. Sekretär in Schlesien und Oberschlesien. Von Mai bis Dezember 1924 gehörte Benkwitz als Abgeordneter dem Reichstag in Berlin an. Sein Mandat erhielt über den Reichswahlvorschlag seiner Partei. Trotz seines Abgeordnetenstatus wurde Benkwitz während der Weimarer Republik wiederholt verhaftet und von mehreren Gerichten, darunter das Leipziger Reichsgericht, wegen „Zersetzung der Schutzpolizei“, „Vorbereitung zum Hochverrat“, illegaler Weiterführung des 1929 verbotenen Rotfrontkämpferbundes und Verächtlichmachung der Republik zu Haftstrafen verurteilt. So wurde er zum Beispiel 1927 zu einer zweijährigen Festungshaft verurteilt.
Von 1924 bis 1928 gehörte Max Benkwitz dem Provinziallandtag der Provinz Sachsen an. Von 1930 bis 1933 war er Filialleiter des Neuen Deutschen Verlags in Halle.
Nach der nationalsozialistischen Machtergreifung betätigte Benkwitz sich in der Untergrund-KPD. Von 1933 bis 1937 wurde er in den Konzentrationslagern Lichtenburg, Esterwegen und Sachsenhausen gefangen gehalten. Die Jahre 1939 bis 1945 verbrachte er im KZ Buchenwald, wo er dem kommunistischen Lagerwiderstand angehörte.
1945 wurde Benkwitz 1. Sekretär der KPD-Kreisleitung Zeitz und Stadtrat in Zeitz. 1946 wurde er durch die Zwangsvereinigung von SPD und KPD Mitglied der Sozialistischen Einheitspartei Deutschlands (SED). Von 1946 bis 1950 war er einer der beiden Vorsitzenden des SED-Kreisvorstandes beziehungsweise der SED-Kreisleitung Zeitz. Von 1950 bis 1952 war er Vorsitzender der Landes-Parteikontrollkommission in Sachsen-Anhalt. In den Jahren 1952 bis 1954 war er Mitarbeiter der SED-Kreisleitung in Halle. Zwischen 1954 und 1958 wurde Max Benkwitz als Abteilungsleiter der Stadtverwaltung in Halle, später in Zeitz, beschäftigt.
Max Benkwitz wurde  mit dem Vaterländischen Verdienstorden in Silber (6. Mai 1955) und Gold (1964), mit der Ehrenspange zum Vaterländischen Verdienstorden in Gold (1969) sowie 1959 mit dem Banner der Arbeit ausgezeichnet. 1973 erhielt er den Karl-Marx-Orden.

## Schriften
- Bevor unsere Republik entstand. Erinnerungen. Halle 1972.